# What Comes After the Blues
What Comes After the Blues är ett studioalbum av Magnolia Electric Co., utgivet 2005.

## Låtlista
| Nr | Titel                              | Kompositör     | Längd |
| -- | ---------------------------------- | -------------- | ----- |
| 1. | The Dark Don't Hide It             | Jason Molina   | 4:15  |
| 2. | The Night Shift Lullaby            | Jennie Benford | 4:33  |
| 3. | Leave the City                     | Jason Molina   | 4:28  |
| 4. | Hard to Love a Man                 | Jason Molina   | 4:18  |
| 5. | Give Something Else Away Every Day | Jason Molina   | 4:57  |
| 6. | Northstar Blues                    | Jason Molina   | 5:08  |
| 7. | Hammer Down                        | Jason Molina   | 2:41  |
| 8. | I Can Not Have Seen the Light      | Jason Molina   | 5:43  |